# Isotop

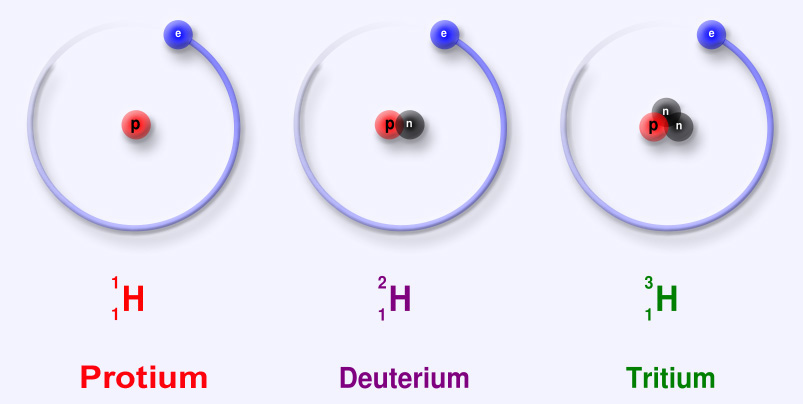
Förenklade modeller av isotoper av väte, neutronerna är svarta på bilden, protonerna röda och elektronerna blå.

En nuklidkarta.

En isotop av ett grundämne är en variant med ett specifikt antal neutroner. Atomslaget bestäms av antalet protoner i kärnan, atomnumret, och är avgörande för elektronkonfigurationen, och därmed de kemiska egenskaperna hos ett ämne. I kärnan finns också för de flesta grundämnen neutroner, som påverkar de kemiska egenskaperna i långt mindre grad. Olika isotoper av samma ämne har därför vanligen nästan helt identiska kemiska egenskaper, även om masstalet skiljer.
Skillnaderna i masstal kan dock innebära att vissa fysikaliska egenskaper, som densitet, smältpunkt och kokpunkt, är olika. För väte, där atommassan är låg från början, påverkar också skillnaden i massa mellan vanligt och tungt väte de kemiska egenskaperna något. Dessutom varierar atomkärnans stabilitet kraftigt mellan olika isotoper, varför man vanligen bara kan hitta ett fåtal olika isotoper av ett ämne i naturen. Andra isotoper kan skapas i laboratorier, men är då radioaktiva.
För lättare atomslag är antalet neutroner i kärnan ungefär lika med antalet protoner. Tyngre grundämnen har en högre andel neutroner vilket ses i nuklidkartan.
Ordet isotoper används ibland oegentligt i stället för nuklider. Begreppet nuklid syftar i första hand på nukleära egenskaper framför kemiska egenskaper, medan begreppet isotop främst syftar på kemiska egenskaper framför nukleära. När man fokuserar på en bestämd typ av atomkärna och dess egenskaper, till exempel i kärnreaktioner, väljer man lämpligast nuklid. När det handlar om att gruppera olika slags atomer av ett visst grundämne är isotop det mer adekvata begreppet. 
Som exempel visar nuklidkartan att grundämne nummer 50 – tenn - har 7 stabila isotoper (svarta rutor) och ytterligare 31 instabila isotoper (orange och blå rutor). Kartan visar också att det finns 3 stabila nuklider (88Sr, 89Y och 90Zr) med neutronantalet 50. För de två sistnämnda finns det dock även de radioaktiva kärnisomererna 89mY och 90mZr vilka inte markeras i kartan.

## Stabila isotoper
Stabila isotoper är isotoper som inte genomgår radioaktivt sönderfall. Det finns 254 kända stabila nuklider, fördelade på 80 olika grundämnen. De flesta isotoper är radioaktiva, men eftersom de flesta radioaktiva isotoper har halveringstider som är betydligt kortare än jordens ålder och sönderfallskedjor alltid avslutas med någon stabil isotop, består huvuddelen av materien på jorden av stabila isotoper. Ett grundämne kan sakna stabila isotoper, eller ha en enda stabil isotop (vara monoisotopt) eller flera. Den tyngsta kända stabila isotopen är bly-208.
För de flesta grundämnen med flera isotoper är en stabil isotop dominerande i naturen. Detta gör att de flesta grundämnen har en atommassa som ligger nära ett heltal. Ett undantag är klor med en atommassa på 35,5 u, eftersom naturligt klor består av ¾ 35Cl och ¼ 37Cl.
Kunskapen om huruvida en isotop är stabil eller inte, grundar sig på mätningar av dess sönderfall. Det innebär att vissa av de isotoper som idag räknas som stabila, kan tänkas ha ett mycket långsamt sönderfall, som ännu inte kunnat observeras.

## Instabila isotoper
Många isotoper finns men är instabila, det vill säga att de genomgår radioaktivt sönderfall. En isotops halveringstid beskriver den tid det tar för hälften av atomerna att sönderfalla.
Det är givet att stabila isotoper och isotoper med lång halveringstid förekommer i naturen i högre grad än andra. För vissa (tyngre) atomslag saknas helt stabila isotoper.
För naturligt förekommande isotoper sker sönderfallet med antingen alfasönderfall eller betasönderfall; i alfasönderfallet minskar atomtalet med 2 och masstalet med 4; i betasönderfallet ökar atomtalet med 1 och masstalet är oförändrat, eftersom en neutron blir en proton och sedan skjuts en elektron (betapartikel) iväg. I många fall uppstår på så sätt en ny instabil isotop som sönderfaller vidare. På så vis bildas en sönderfallskedja. Vissa kortlivade isotoper som skapas i fission kan även sönderfalla genom att skicka ut en neutron.
Instabila isotoper på jorden kan delas in i fyra grupper beroende på dess källa. 
1. Sådana som finns kvar sedan jorden skapades. Dessa har en halveringstid på över 100 miljoner år.
2. Sönderfallsprodukter från långlivade isotoper.
3. Isotoper som kontinuerligt nybildas av kosmisk strålning.
4. Isotoper som skapats vid mänskliga aktiviteter.

### Radioaktiva ämnen
Radioaktiva ämnen kallas ämnen som innehåller instabila isotoper. Vid sönderfallet avges strålning som kan vara skadlig för levande organismer och naturligtvis även förändra döda material. Det radioaktiva sönderfallet, exempelvis uran till bly, kan även användas för att datera olika bergarter.

## Exempel på isotoper
Den upphöjda siffran i exemplen anger masstalet.

### Väte
Väte har atomnummer 1, och förekommer som
1H (protium), 99,985 %, stabil
2H (deuterium), 0,015 %, stabil
3H (tritium), halveringstid 12,2 år. Nybildas av kosmisk strålning.
Deuterium kallas också tungt väte, och vattenmolekyler som innehåller deuterium kallas tungt vatten. Tungt vatten har något annorlunda kemiska egenskaper än vanligt vatten och har cirka 10 % större massa per volymenhet. Deuteriums kärnsammansättning är viktig vid användning som moderator i vissa kärnreaktioner.

### Kol
Kol har atomnummer 6 och förekommer naturligt som
12C, 98,9 %, stabil
13C, 1,1 %, stabil
14C, spår, halveringstid 5730 år. Nybildas av kosmisk strålning.
Det sistnämnda är känt i den vanliga metoden för radiometrisk datering i bland annat arkeologi, kol-14-metoden.

### Uran
Uran har atomnummer 92 och förekommer naturligt som 
234U, 0,006 %, halveringstid 0,25 miljon år. Sönderfallsprodukt i 238U:s sönderfallskedja.
235U, 0,72 %, halveringstid 0,7 miljard år.
238U, 99,275 %, halveringstid 4,5 miljard år.
235U är den klyvbara isotop som används i kärnkraftverk. Uran behöver därför isotopanrikas, en sorteringsprocess där man sållar bort 238U och behåller 235U. Avfallet efter anrikning kallas utarmat uran. Urans långa halveringstid utnyttjas vid radiometriska dateringar av äldre bergarter.